# Dévitrification
La dévitrification est le développement d'un aspect cristallin, cristallisation, dans le verre avec disparition progressive de la transparence.
Ce terme vient du mot latin vitreus qui signifie transparent.
Le verre étant un corps hors d'équilibre, en principe quand le réseau de silice (ou de fluorine) est chauffé puis rapidement refroidit, la structure cristalline est incapable de se reformer et forme du verre, une structure amorphe. Néanmoins, si le processus de fabrication du verre est incomplet ou mal contrôlé, au cours du temps le verre peut partiellement se cristalliser et devenir opaque.